# Maison au 6, Grand-Rue à Strasbourg
La maison au 6, Grand-Rue est un monument historique situé à Strasbourg, dans le département français du Bas-Rhin.

## Situation et accès
Ce bâtiment est situé au 6, Grand-Rue à Strasbourg.

## Historique
L'édifice fait l'objet d'une inscription au titre des monuments historiques depuis 1929.